# 朴蒔恩
朴蒔恩（2001年8月1日—），韓國女演員和歌手。童星出身，自小出演多部兒童節目及戲劇作品。2020年，以High Up娛樂旗下女團STAYC出道，並且擔任官方主唱。

## 活動經歷
- 父親為80至90年代知名唱跳歌手朴南政（朝鲜语：박남정），母親許銀珠(音譯，허은주)為瑜珈老師，有一位妹妹朴蒔雨（音譯，박시우）。

- 童星出身，常登場兒童節目，同時也懷抱成為歌手的夢想。

- 2017年1月18日，宣布加入JYP娛樂，進行演員活動及歌手練習。[11]

- 2019年，由於JYP娛樂整併旗下演員部門，雙方協議解約，但4月她參加了《蒙面歌王》。

- 2019年12月20日，經披露加入音樂製作團隊黑眼必勝創辦的企劃公司High Up娛樂，成為偶像練習生。[12][13]

- 至2020年9月為止，練習期總共大約4年，其中於High Up娛樂約1年，是演藝活動最久的成員。[14]

- 2020年11月12日，以女團STAYC成員出道，並且擔任官方主唱。[15]

- 2021年4月8日，發行第二張单曲專輯《STAYDOM》，以主打〈ASAP〉回归。
- 2021年9月6日，發行第一張迷你專輯《STEREOTYPE》，以主打〈색안경 (STEREOTYPE)〉回歸。
- 2022年2月21日，發行第二張迷你專輯《YOUNG-LUV.COM》，以主打〈RUN2U〉回歸。
- 2022年7月19，發行第三張單曲專輯《WE NEED LOVE》，以主打〈BEAUTIFUL MONSTER〉回歸。
- 2022年11月23日，發行首張日文單曲《POPPY》，以主打〈POPPY〉於日本出道。

## 影視作品

### 電視劇
- 2014年 EBS《冥王星秘密決死隊》
- 2014年 MBC《傲慢與偏見》飾演 韓悅舞（青年時期）
- 2015年 SBS《六龍飛天》飾演 妍熙（青年時期）
- 2016年 tvN《信號》飾演 吳恩智[16]
- 2016年 tvN《The Good Wife》飾演 李書妍
- 2016年 Tooniverse《科學實驗王2》飾演 珍妮
- 2016年 KBS2《月桂樹西裝店的紳士們》飾演 吳英恩（青年時期）
- 2017年 KBS《七日的王妃》飾演 慎彩景（少年時期）
- 2017年 tvN《犯罪心理》飾演 毛智恩
- 2017年 JTBC《只是相愛的關係》飾演 河文秀（少年時期）
- 2018年 SBS《雖然30但仍17》飾演 禹瑞麗（少年時期）
- 2019年 tvN《成為王的男人》飾演 宮女崔桂環
- 2019年 SBS《17歲的條件》飾演 安瑞妍
- 2020年 JTBC《雙甲路邊攤》飾演 月妵（少年時期）
- 2020年：SBS《你喜歡布拉姆斯嗎》飾演 趙秀安

### 電影
- 2015年 《今天的戀愛[17]》飾演 姜俊熙
- 2018年 《宅配男逃亡曲》飾演 全善英（高中时期）

### 電視節目
- SBS《Star Junior Show》
- Tooniverse《這樣SHOW》
- JTBC《有兒有女便是福》
- Channel A《Star Junior Show》
- KBS1《我們的籃球日記》
- KBS2《Happy Together S3》（2014年5月22日播出）
- KBS2《Happy Together S4前傳》（2018年11月22日播出）
- MBC《神秘音樂秀：蒙面歌王》（2019年4月28日播出）

## 主持

### 典禮主持
| 日期          | 名稱                             | 備註           |
| ------------- | -------------------------------- | -------------- |
| 2022年1月27日 | 第十一屆 Gaon Chart K-POP Awards | 與Jaejae、道英 |

### 特別主持
| 日期          | 電視台 | 節目名稱       | 備註               |
| ------------- | ------ | -------------- | ------------------ |
| 2016年4月24日 | SBS    | 人氣歌謠       | 與Jackson、弘彬    |
| 2021年9月12日 | SBS    | 人氣歌謠       | 與志焄、成燦       |
| 2023年2月18日 | MBC    | Show! 音樂中心 | 與金廷祐、Lee Know |

## 廣播電台
| 日期                 | 電視台   | 電台節目名稱      | 備註   |
| -------------------- | -------- | ----------------- | ------ |
| 2021年11月19日－20日 | MBC FM4U | 全烋星的夢想Radio | 特別DJ |

## 獎項
| 年份   | 頒獎典禮                    | 獎項         | 作品             | 結果 |
| ------ | --------------------------- | ------------ | ---------------- | ---- |
| 2017年 | 2017 KBS演技大獎            | 女子青少年獎 | 《七日的王妃》   | 提名 |
| 2018年 | 2018 SBS演技大獎            | 青少年演技獎 | 《雖然30但仍17》 | 獲獎 |
| 2019年 | 2019 首爾九老國際兒童電影節 | Dream Award  |                  | 獲獎 |

## 外部連結
個人連結
- 시은 (Sieun) NAVER  （页面存档备份，存于）
- JYP ACTORS
- 朴蒔恩的Instagram帳戶

STAYC
- STAYC的Fancafe （页面存档备份，存于）
- STAYC的X（前Twitter）
- STAYC的Instagram帳戶
- STAYC的Facebook專頁
- YouTube上的
- STAYC的VLive （页面存档备份，存于）
- STAYC的TikTok

High Up娛樂
- High Up娛樂的官方網頁 （页面存档备份，存于）
- High Up娛樂的X（前Twitter）
- High Up娛樂的Instagram帳戶
- High Up娛樂的Facebook專頁
- High Up娛樂的Naver Post （页面存档备份，存于）
- YouTube上的High Up娛樂頻道